# Антонов (компания)
АО «Анто́нов» — украинское государственное предприятие, основной сферой деятельности которого являются грузовые авиаперевозки, а также разработка, производство и ремонт самолётов серии «Ан». Входит в состав государственного концерна «Укроборонпром». Основано как опытно-конструкторское бюро на Новосибирском авиазаводе под руководством О. К. Антонова, с 1952 года — в Киеве. Наиболее известные модели самолётов — лёгкий самолёт «Ан-2», пассажирский самолёт «Ан-24», средний транспортный самолёт «Ан-12», тяжёлый транспортный самолёт «Ан-124» («Руслан») и некогда самый большой самолёт в мире «Ан-225» («Мрия»).
Помимо самолётостроительных подразделений, в состав ГП «Антонов» входит грузовая авиакомпания «Авиалинии Антонова», на которую до 2022 года приходилось более 90 % совокупной выручки ГП «Антонов».

## История

### Советский период
Опытно-конструкторское бюро ОКБ-153 образовано 31 мая 1946 года постановлением ЦК ВКП(б) и Совета Министров СССР на Новосибирском авиационном заводе имени В. П. Чкалова. Главным конструктором назначили Антонова Олега Константиновича. Сразу ОКБ было дано задание на создание сельскохозяйственного самолёта «Ан-2», первый полёт которого состоялся 31 августа 1947 года.
Летом 1952 года ОКБ переезжает в Киев. В конце 1953 года предприятие получило сложное задание по созданию военно-транспортного самолёта с двумя турбовинтовыми двигателями. В результате был сконструирован самолёт «Ан-8», который впервые взлетел 11 февраля 1956 года. К разработке самолётов «Ан-10» и «Ан-12» ОКБ приступило в 1955 году. 7 марта 1957 года совершил первый полёт пассажирский «Ан-10», а 16 декабря того же года на Иркутском авиационном заводе выполнил первый полёт транспортный «Ан-12». 
В 1956 году по заданию Правительства СССР коллектив ОКБ-153 приступил к созданию самолёта «Ан-14». Первый полёт на «Ан-14» был выполнен 14 марта 1958 года. 
В период 1957—1959 годов создан пассажирский самолёт «Ан-24», впервые взлетевший 20 октября 1959 года.
В 1959 году началось строительство в посёлке Гостомель под Киевом базы для лётных испытаний и доводки самолётов. За 30 лет был создан комплекс, по оснащению и возможностям сравнимый с ведущими лётными центрами европейских государств.
В конце 1960 года ОКБ приступило к разработке самолёта «Ан-22» («Антей») — первого в мире широкофюзеляжного самолёта, первый полёт которого состоялся 27 февраля 1965 года.
В 1962 году создателям «Ан-12» была присуждена Ленинская премия, а Антонову присвоено звание генерального конструктора.
В начале 1970-х годов коллектив предприятия спроектировал многоцелевой самолёт «Ан-28». Его первый полёт состоялся 29 января 1973 года. В 1970-х годах предприятие приступило к созданию самолёта, оснащённого ТРДД — «Ан-72», который впервые поднялся в небо 31 августа 1977 года. На его базе был разработан самолёт «Ан-74», впервые взлетевший 29 сентября 1983 года. В 1971 году коллектив приступил к созданию тяжёлого дальнего транспортного самолёта «Ан-124» («Руслан»), а 24 декабря 1982 года эта машина впервые поднялась в воздух.
4 апреля 1984 года умер Олег Константинович Антонов. 15 мая генеральным конструктором был назначен Пётр Васильевич Балабуев, а 19 ноября предприятию присвоено имя Антонова.
В 1984 году предприятие приступило к созданию универсального сверхтяжёлого транспортного самолёта «Ан-225» («Мрия»). 21 декабря 1988 года он совершил первый полёт. В мае 1989 года выполнены полёты с «Бураном» на Байконуре, а в июне самолёт с «Бураном» принял участие в авиационном салоне в Ле Бурже. «Ан-225» выполнял коммерческие перевозки в составе «Авиалиний Антонова» (борт уничтожен во время боёв за аэропорт «Антонов» 25 февраля 2022 года).
В 1989 году было создано самостоятельное авиатранспортное предприятие — «Авиалинии Антонова».

### Последующие годы
После создания «Ан-225» коллектив предприятия приступил к разработке среднего транспортного самолёта «Ан-70»; его первый полёт состоялся 16 декабря 1994 года. 
Также, в 1990-е годы был создан лёгкий многоцелевой самолёт «Ан-38», первый полёт которого состоялся 23 июня 1994 года. 
В 1993 году «АНТК Антонов» приступил к разработке нового регионального самолёта «Ан-140». Первый полёт самолёта состоялся 17 сентября 1997 года.
В 2000-е годы предприятие приступило к созданию нового регионального пассажирского самолёта «Ан-148», который впервые поднялся в небо 17 декабря 2004 года.
14 марта 2007 года в соответствии с постановлением № 428 Кабинета министров Украины, был создан государственный концерн «Авиация Украины» (Державний концерн «Авіація України»). 30 октября 2008 года концерн был переименован в Государственный авиастроительный концерн «Антонов»).
23 февраля 2010 года предприятие сообщило о начале проектирования нового грузового самолёта «Ан-178», на базе пассажирского Ан-158.
За 2014—2015 годы «Антонов» поставил заказчикам всего 4 новых серийных самолёта: 3 «Ан-158» по заказу кубинской авиакомпании и 1 «Ан-148» по заказу КНДР.
В 2015 году заместитель руководителя российского Центра анализа стратегий и технологий Константин Макиенко так характеризовал состояние компании «Антонов»: «После смерти Балабуева (глава АНТК им. Антонова в 1984—2006 годах) КБ Антонова деградировало и сегодня фактически является авиакомпанией, которая притворяется конструкторским бюро».
В мае 2015 года «Антонов» вошёл в состав государственного оборонного концерна «Укроборонпром».
7 мая 2015 года состоялся первый полёт нового самолёта «Ан-178». Однако, к апрелю 2017 года программа его создания фактически остановилась.
В июне 2016 года была создана Украинская авиастроительная корпорация, в состав которой вошли ГП «Антонов» и ряд других предприятий авиационной промышленности Украины.
По состоянию на август 2016 года портфель твёрдых заказов компании «Антонов» состоял из 18 самолётов: Минобороны Украины — 3 самолёта Ан-148; Авиакомпания SilkWay Airlines (Азербайджан) — 10 самолётов «Ан-178»; Заказчик из Ирака — 4 самолёта «Ан-148» и 1 самолёт «Ан-178». Кроме того, у «Антонова» имелись предварительные соглашения на поставку свыше 70 самолётов «Ан-148/158/178» и «Ан-132» заказчикам из Саудовской Аравии, Китая и ОАЭ.
31 марта 2017 года состоялся первый полёт самолёта-демонстратора «Ан-132D».
В апреле 2017 года украинское издание «Зеркало недели» так характеризовало портфель заказов компании «Антонов»: «На сегодняшний день с определённой долей оптимизма можно говорить лишь о контракте по поставке авиакомпании «Silk Way» (Азербайджан) 10 самолётов «Ан-178». <…> Справедливости ради надо отметить наличие соглашения о совместном серийном производстве 12 экземпляров «Ан-178» для компании «Beijing A-Star Science & Technology Co., Ltd» (Китай), пока не реализованного в виде контракта. На этом можно поставить точку… Это все. Подчеркиваю, ни один самолёт „Антонов“ больше не заказан ни Саудовской Аравией, ни Минобороны Украины, ни кем-либо ещё. По крайней мере, по состоянию на апрель 2017 года».
19 июля 2017 года постановлением Кабинета министров Украины государственный авиаконцерн «Антонов» был ликвидирован, поскольку все три предприятия, которые составляли концерн, ещё в 2016 году вышли из его состава и были включены в концерн «Укроборонпром».
ГП «Антонов» находится в затяжном кризисе. С 2016 по 2018 год предприятие не произвело ни одного серийного самолёта; представители компании заявили, что эта ситуация сложилась в том числе из-за разрыва связей с Россией. В июле 2018 президент компании «Антонов» Александр Донец отметил, что у компании только один действующий твёрдый контракт — на поставку 10 самолётов «Ан-178» азербайджанской Silk Way.
17 июля 2018 на авиасалоне «Фарнборо-2018» было подписано генеральное соглашение с «Боинг» по взаимодействию в производстве модернизированных самолётов «Ан-148», «Ан-158», «Ан-178», семейство которых будет иметь обозначение «Ан-1X8 NEXT». В рамках этой кооперации «Aviall Services Inc.» обеспечит закупку и поставку на ГП Антонов широкой номенклатуры комплектующих изделий для серийного производства указанных самолётов и обеспечения их послепродажной поддержки в будущем.
В январе 2019 года министр МВД Украины Арсен Аваков анонсировал закупку 13 самолётов украинского производства для нужд МВД (2 «Ан-74», 1 «Ан-32П» и 10 «Ан-178»).
20 ноября 2019 года имущественный комплекс корпорации «Антонов» был передан в управление Фонда государственного имущества Украины.
В ходе российского вторжения на территорию Украины был сильно повреждён стоящий в ангаре Ан-225. В последующем сообщалось, что восстановление этого легендарного лайнера является одним из приоритетных проектов ГП «Антонов».
В 2024 ГП «Антонов» преобразован в Акционерное общество, при этом 100% акций принадлежат государству.

## Направления деятельности

### Грузовые авиаперевозки
В состав компании «Антонов» входит грузовая авиакомпания «Авиалинии Антонова», которая специализируется на перевозке сверхтяжёлых и негабаритных грузов. В парк авиакомпании входят самолёты «Ан-124» (7 ед), «Ан-225» (1 ед), «Ан-22» (1 ед), «Ан-12» (2 ед), «Ан-26» (1 ед), «Ан-74Т» (1 ед).
В настоящее время на авиакомпанию «Авиалинии Антонова» приходится свыше 90 % совокупной выручки ГП «Антонов». В 2018 году президент ГП «Антонов» Александр Кривоконь отмечал, что фактически за счёт доходов от авиаперевозок «Антонов» «удерживает коллектив, платит зарплату и коммунальные платежи».

### Разработка самолётов и беспилотников
Компания «Антонов» осуществляет разработку самолётов «Ан-178», «Ан-132», беспилотника «Горлица» и других летательных аппаратов

### Авиаремонт
Компания осуществляет ремонт самолётов. Так, в 2016 году были отремонтированы 19 самолётов «Ан-24», «Ан-26» и «Ан-30» ВВС Украины за 5,743 млн гривен (около $220 тыс.).

### Серийное производство самолётов
В состав компании «Антонов» входит завод в Киеве по серийному производству самолётов.
Последняя поставка серийного самолёта была произведена в июне 2015 года, позднее поставок не было зафиксировано.
Компания «Антонов» планирует запустить серийное производство самолёта «Ан-178» после полной замены в нём российских комплектующих на украинские и зарубежные аналоги.

## Продукция

### Самолёты «Ан»

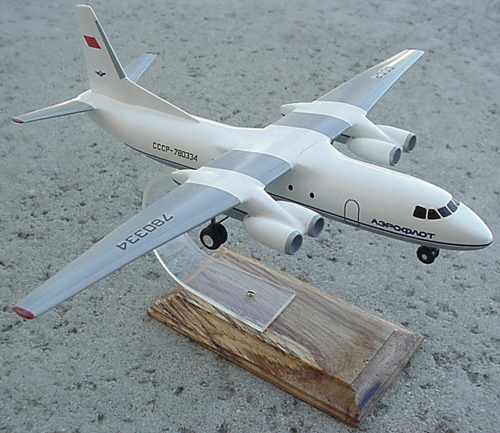
Макет транспортного самолёта «Ан-50»

| Название        | Описание                                                                          | Создание | Первый полёт          |
| --------------- | --------------------------------------------------------------------------------- | -------- | --------------------- |
| Ан-2            | Лёгкий многоцелевой самолёт                                                       | 1946 год | 31 августа 1947 года  |
| Ан-3            | Лёгкий многоцелевой самолёт                                                       | 1967 год | 13 мая 1980 года      |
| Ан-4            | Лёгкий транспортный самолёт                                                       | 1950 год | 31 июля 1951 года     |
| Ан-6            | Высотный разведчик погоды                                                         | 1948 год | 21 марта 1948 года    |
| Ан-8            | Военно-транспортный самолёт                                                       | 1954 год | 11 февраля 1956 года  |
| Ан-10 «Украина» | Среднемагистральный пассажирский самолёт                                          | 1955 год | 7 марта 1957 года     |
| Ан-12           | Транспортный самолёт                                                              | 1955 год | 16 декабря 1957 года  |
| Ан-14 «Пчёлка»  | Транспортный самолёт                                                              | 1950 год | 14 марта 1958 года    |
| Ан-22 «Антей»   | Транспортный самолёт                                                              | 1960 год | 27 февраля 1965 года  |
| Ан-24           | Пассажирский турбовинтовой самолёт                                                | 1958 год | 20 октября 1959 года  |
| Ан-26           | Военно-транспортный самолёт                                                       | 1964 год | 21 мая 1969 года      |
| Ан-28           | Пассажирский самолёт                                                              | 1968 год | 29 января 1973 года   |
| Ан-30           | Самолёт воздушного наблюдения и аэрофотосъёмки                                    | 1964 год | 21 августа 1967 года  |
| Ан-32           | Многоцелевой транспортный самолёт                                                 | 1975 год | 9 июля 1976 года      |
| Ан-34           | Транспортный самолёт                                                              | 1961 год | 4 сентября 1961 года  |
| Ан-38           | Пассажирский самолёт                                                              | 1989 год | 23 июня 1994 года     |
| Ан-50           | Транспортный самолёт                                                              | 1972 год |                       |
| Ан-70           | Военно-транспортный самолёт                                                       | 1987 год | 16 декабря 1994 года  |
| Ан-71           | Самолёт ДРЛО                                                                      | 1983 год | 12 июля 1985 года     |
| Ан-72           | Многоцелевой транспортный самолёт                                                 | 1976 год | 31 августа 1977 года  |
| Ан-74           | Транспортный самолёт                                                              | 1980 год | 29 сентября 1983 года |
| Ан-124 «Руслан» | Крупнейший серийный грузовой самолёт в мире                                       | 1971 год | 24 декабря 1982 года  |
| Ан-132          | Многоцелевой транспортный самолёт                                                 | 2015 год | 31 марта 2017 года    |
| Ан-140          | Грузопассажирский самолёт                                                         | 1993 год | 17 сентября 1997 года |
| Ан-148          | Ближнемагистральный пассажирский самолёт                                          | 2001 год | 17 декабря 2004 года  |
| Ан-158          | Среднемагистральный пассажирский самолёт                                          | 2009 год | 28 апреля 2010 года   |
| Ан-178          | Многоцелевой транспортный самолёт                                                 | 2014 год | 7 мая 2015 года       |
| Ан-180          | Среднемагистральный пассажирский самолёт                                          | 1991 год |                       |
| Ан-188          | Военно-транспортный самолёт                                                       | 2015 год |                       |
| Ан-218          | Широкофюзеляжный пассажирский самолёт                                             | 1991 год |                       |
| Ан-225 «Мрия»   | Самый большой, тяжёлый и грузоподъёмный самолёт в мире из когда-либо построенных. | 1984 год | 21 декабря 1988 года  |
| Ан-318          | Широкофюзеляжный пассажирский самолёт                                             | 1991 год |                       |
| Ан-418          | Широкофюзеляжный, двухпалубный пассажирский авиалайнер                            | 1989 год |                       |

### Непрофильная продукция
В разные годы АНТК «Антонов» занимался не только работами по основной тематике, но и непрофильной продукцией. Самыми заметными работами в этом направлении стали разработки в области наземного транспорта. Так, в 1959—1960 гг. в ГСОКБ-473 была построена серия спортивных автомобилей «Киев-Спорт» на агрегатах автомобилей «Москвич-407» и ГАЗ М-21 «Волга». Автомобиль имел пространственную раму из тонкостенных стальных труб и кузовные панели, изготовленные из авиационного дюралюминия. Всего было построено 3 экземпляра «Киев-Спорт» в разной комплектации. Один экземпляр с двигателем ГАЗ-21 сохранился до настоящего времени и находится на реставрации.
В 1980-е годы специалистами завода были разработаны и построены углепластиковые бобслейные бобы, на которых в 1984 году на зимней Олимпиаде в Сараеве выступала сборная СССР, а на играх 1994 года в Лиллехамере — сборная Украины.
Также группой специалистов завода велись работы по разработке перспективных углепластиковых велосипедных рам. В 1996 году на трековых велосипедах с рамами разработки АНТК украинские велосипедисты-трековики завоевали золото чемпионата мира в командной гонке преследования.
Помимо спортивной тематики, с начала 1990 годов на АНТК «Антонов» велись разработки различных видов городского транспорта. Так, была разработана и передана для серийного производства на завод «Авиант» конструкторская документация на троллейбус К12 «Киевский», который строился серийно до 2007 года. Кроме того, совместно с Луганским тепловозостроительным заводом был построен опытный экземпляр низкопольного трамвая с алюминиевым кузовом «ЛТ-10А», но из-за высокой цены такого кузова дальше опытного образца дело не пошло.
Из нереализованных проектов стоит также выделить разработку документации на городской автобус большой вместимости А10 с алюминиевым кузовом в вариантах комплектации дизельным и газовым двигателями, проекты лёгкого рельсового вагона «Каштан», кабины фуникулёра и лёгкого автоматизированного метрополитена «РАДАН».

## Руководители
8 июня 2016 года президентом ГП «Антонов» назначен Александр Анатольевич Коцюба.
30 мая 2018 года руководителем ГП «Антонов» назначен Александр Дмитриевич Донец.

## Награды
- 22 июля 1966 года — орден Ленина.
- 3 апреля 1975 года — орден Трудового Красного Знамени.

## Известные сотрудники
- Антонов, Олег Константинович — главный конструктор 1946—1962, генеральный конструктор 1962—1984, Герой Социалистического Труда.
- Балабуев, Пётр Васильевич — генеральный конструктор КБ имени Антонова с 1984 по май 2005, Герой Социалистического Труда, Герой Украины.
- Белолипецкий, Алексей Яковлевич — заместитель генерального конструктора, Герой Социалистического Труда.
- Болбот, Ануфрий Викентьевич — первый заместитель генерального конструктора, Герой Социалистического Труда.
- Ежов, Геннадий Николаевич — конструктор КБ имени Антонова с 1956—2006.
- Снежко, Николай Николаевич — конструктор КБ имени Антонова с 1967 по наше время. Заслуженный ветеран труда.
- Кива, Дмитрий Семёнович — генеральный конструктор КБ имени Антонова в 2005—2015 годах, Герой Украины.

## В филателии

Почтовые марки России, 2006 год
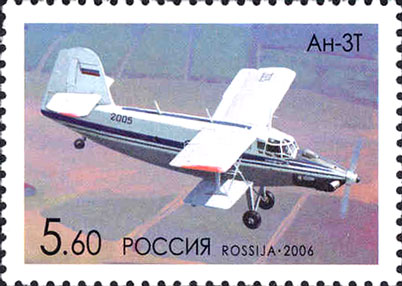
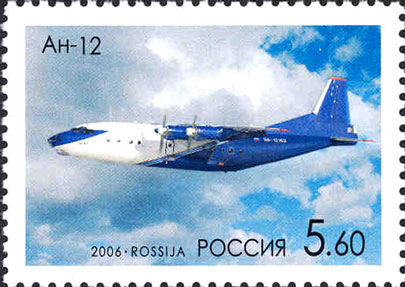
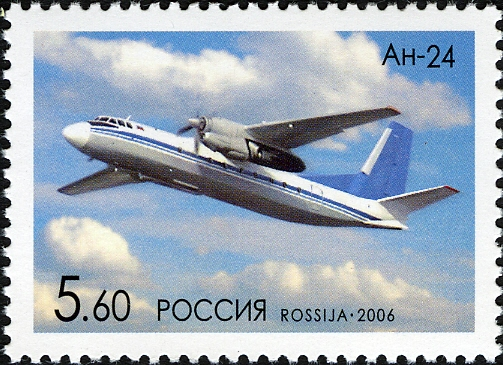
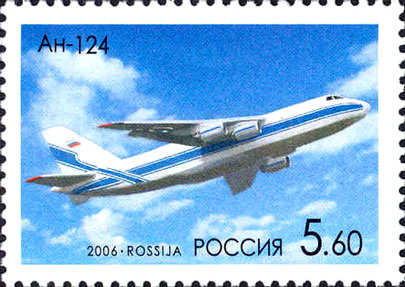
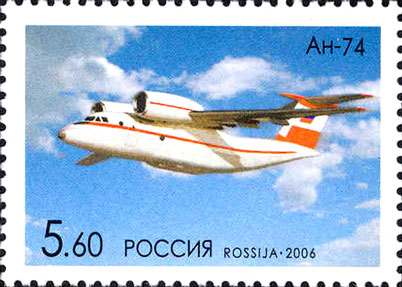